# Аеросвит
Аеросвит (укр. Авіакомпанія АероСвіт-Українські авіаланії) је највећа украјинска авио-компанија са седиштем у Кијеву. Аеросвит је национална авио-компанија Украјине. Главна база је на аеродрому Бориспољ у Кијеву. Аеросвит запошљава 1.447 радника (подаци од марта 2007).
До Србије, Аеросвит лети једном недељно (сваке среде) до Београда на линији Кијев-Софија-Београд-Кијев.

## Историја
Компанија је основана 25. марта 1994. године, а почела је са првим летовима априла 1994. године. Први летови су били из Кијева за Тел Авив, Одесу, Солун, Атину и Ларнаку, у сарадњи са Ер Украјина. Октобра 1994. године, компанија је закупила авион типа Боинг 737-200 за путнички саобраћај, када је мрежа дестинација повећана са летовима до Москве. 2006. године била је прва европска авио-компанија која је обавила лет до новог аеродрома Суварнабуми у Бангкоку.

## Флота
Према подацима од 13. маја 2009, флота се састоји из следећих авиона:
| Тип             | Укупно          | Седишта      | Регистрације           |
| --------------- | --------------- | ------------ | ---------------------- |
| Антонов Ан-148  | 1 (9 наручених) | 70-80        |                        |
| Боинг 737-200   | 1               | 118 (10/108) | UR-BVY                 |
| Боинг 737-300   | 2               | 130 (12/118) | UR-VVA, UR-VVI         |
| Боинг 737-400   | 4               | 153 (15/138) |                        |
| Боинг 737-500   | 4               | 106 (10/96)  |                        |
| Боинг 767-300ЕР | 3               | 243 (36/207) | UR-VVF, UR-VVG, UR-VVO |
| Сааб 340а       | 1               |              |                        |

## Инциденти
Децембра 1997, Аеросвит лет 241 пао је близу Солуна. Свих 70 особа у авиону је погинуло.